# Жене из Степфорда (филм из 2004)
Жене из Степфорда (енгл. The Stepford Wives) је амерички научнофантастични црно-хумористички филм из 2004. године редитеља Френка Оза из сценарија Пола Рудника и улоге играју Никол Кидман, Метју Бродерик, Бет Мидлер, Кристофер Вокен, Фејт Хил и Глен Клоус. Заснован је на истоименом роману Ајре Левина из 1972. године и представља другу дугометражну адаптацију романа, након истоименог филма из 1975. године. Филм је зарадио 103 милиона америчких долара широм света и буџет филма износи 90 милиона америчких долара.

## Радња
Џоана Еберхарт (Никол Кидман) је успешна телевизијска продуценткиња којој се смеши нови победнички низ Еми награда за телевизијске серије, када добије отказ на престижној телевизији. Она тада доживи нервни слом и сели се са мужем Волтером (Метју Бродерик) и двоје деце у Степфорд у Конектикату, најсавршенији градић на свету. Жене из Степфорда проводе дане бавећи се плетењем, сређивањем баште и вежбањем у предивним хаљинама, и најбоље су од свих жена на планети. Убрзо, Џоана и њени пријатељи—Боби (Бети Мидлер), списатељица и лечена алкохоличарка, и Роџер (Роџер Барт), живахни геј—схватају да нешто није у реду у Степфорду. Није све тако савршено као што изгледа.

## Улоге
| Глумац              | Улога                   |
| ------------------- | ----------------------- |
| Никол Кидман        | Џоана Еберхарт          |
| Метју Бродерик      | Волтер Кресби           |
| Бет Мидлер          | Роберта „Боби” Марковиц |
| Глен Клоус          | Клер Велингтон          |
| Кристофер Вокен     | Мајк Велингтон          |
| Роџер Барт          | Роџер Банистер          |
| Фејт Хил            | Сара Сандерсон          |
| Џон Ловиц           | Дејв Марковиц           |
| Мет Малој           | Херб Сандерсон          |
| Дејвид Маршал Грант | Џери Хармон             |
| Кејт Шиндл          | Бет Питерс              |
| Лори Багли          | Чармејн ван Сант        |
| Лиса Лин Мастер     | Карол Вејнрајт          |
| Роберт Стантон      | Тед ван Сант            |
| Мајк Вајт           | Хенк                    |
| Кери Престон        | Барбара                 |
| Кејди Стрикленд     | Тара                    |
| Лари Кинг           | себе                    |